# ハンス・フォン・オープストフェルダー

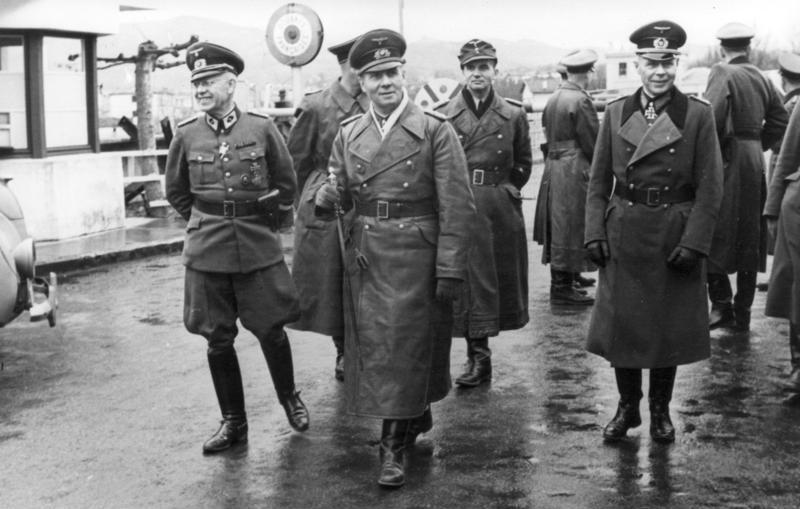
B軍集団司令官ロンメル元帥（中央）と共に防御態勢を視察するオープストフェルダー（前列右端）（1944年2月9日、アンダイエ）

ハンス・フォン・オープストフェルダー（Hans von Obstfelder、1886年9月6日–1976年12月20日）は、ドイツの軍人。最終階級はドイツ国防軍歩兵大将。

## 来歴
テューリンゲン地方のシュタインバッハ＝ハレンベルクに生まれる。1906年に士官候補生として第32歩兵連隊に配属される。第一次世界大戦勃発時は中尉で、西部戦線に従軍した。終戦時までに大尉に昇進し、戦後はヴァイマル共和国軍に採用された。1926年2月に少佐、1930年に中佐に昇進し、1933年に大佐に昇進した。ドイツ国防軍と改称された後に少将に昇進して第3歩兵師団長に任命された。
第二次世界大戦では冒頭のポーランド侵攻に第28歩兵師団を率いて従軍。翌年のフランス侵攻にも第XXIX軍団を率いて従軍し、6月1日に歩兵大将に昇進した。その後軍団は独立スロバキア国内に移駐して第1装甲集団の指揮下に入った。バルバロッサ作戦に参加し、1941年7月に騎士鉄十字章を受章、カフカス地方まで進撃した。
1943年にはミウス川での退却戦を指揮、大損害を被りながらも赤軍の進撃を押しとどめた戦功により、同年6月に柏葉付騎士鉄十字章を受章した。1944年には西部戦線のフランスに移り、指揮下の軍団の一部はファレーズ・ポケットで殲滅された。困難な防御戦での戦功により11月に剣付騎士鉄十字章を受章。1945年5月4日にアメリカ軍に降伏し、指揮していた第7軍と共に捕虜となった。1947年8月に釈放されるまで、アメリカ陸軍第12軍集団との連絡将校を務めた。
戦後はヴィースバーデンに隠棲し、1976年に同地で死去した。